# Pearl (álbum)
Pearl é um álbum de Janis Joplin e da banda Full Tilt Boogie Band. Foi lançado em janeiro de 1971, três meses após a morte de Janis. É considerado por público e crítica como o melhor disco da cantora e o mais vendido. 

## Faixas
| N.º | Título                                             | Duração |  |
| 1.  | "Move Over (Janis Joplin)"                         | 3:43    |  |
| 2.  | "Cry Baby (N. Meade, B. Russel)"                   | 3:58    |  |
| 3.  | "A Woman Left Lonely (D. Penn, S. Oldham)"         | 3:29    |  |
| 4.  | "Half Moon (J. Hall)"                              | 3:53    |  |
| 5.  | "Buried Alive in the Blues (N. Gravenites)"        | 2:25    |  |
| 6.  | "My Baby (J. Ragovoy, M. Shuman)"                  | 3:45    |  |
| 7.  | "Me and Bobby McGee (K. Kristofferson, F. Foster)" | 4:31    |  |
| 8.  | "Mercedes Benz (J. Joplin, M. Mclure)"             | 1:47    |  |
| 9.  | "Trust Me (B. Womack)"                             | 2:02    |  |
| 10. | "Get It While You Can (J. Ragavoy, M. Shuman)"     | 3:33    |  |